# Pseudogeloius fotadrevae
Pseudogeloius fotadrevae är en insektsart som beskrevs av Marius Descamps och Wintrebert 1966. Pseudogeloius fotadrevae ingår i släktet Pseudogeloius och familjen Pyrgomorphidae. Inga underarter finns listade i Catalogue of Life.